# Jean-Baptiste-Maurice Quinault
Jean-Baptiste-Maurice Quinault (Verdun, 9 de setembre de 1687 - Gien, 30 d'agost de 1745) fou un actor i músic francès.
Fill d'un actor de la Comédie-Française, que aconseguí del duc d'Orleans, regent del regne, executòria de noblesa. Començà la seva carrera el 6 de maig de 1712 en el Teatre Francès amb el paper de Hipòlit a Fedra; fou admès en aquest el 27 de juny següent i compartí amb el seu germà Quinault-Dufresne els primers rols de la comèdia des de 1718 fins 1733, any en què es retirà a Gien, on morí en la data a dalt indicada.
Quinault era un bon músic, cantava amb bon gust els divertiments que es representaven com a entremesos en la Comédie-Française i componia la música de la majoria dels intermedis que s'executaven en aquest teatre. El 1729 es representà en l'Òpera una òpera-ballet de la seva composició titulada Les amours des Déeses.
Era home d'enginy, de brillant i amena conversa, molt estimat en les tertúlies literàries. També va compondre una nova música per Le bourgeois gentilhomme, de Molière, en la reposició d'aquesta obra el 1716.
Hi havia tota una nissaga Quinault: a més de d'Abraham, va tenir tres germanes que també foren molt bones actrius; Françoise; Marie-Anne-Catherine i Jeanne-Françoise i la seva cunyada, l'esposa d'Abraham Catherine-Jeanne.